# Paracilicaea mossambica
Paracilicaea mossambica är en kräftdjursart som beskrevs av Barnard1914. Paracilicaea mossambica ingår i släktet Paracilicaea och familjen klotkräftor. Inga underarter finns listade i Catalogue of Life.